# كفرياسيف
كفرياسيف قرية فلسطينية في منطقة الجليل، وتقع إداريًا في المنطقة الشمالية الإسرائيلية. وتأسس مجلس كفرياسيف المحلي عام 1925.وبحسب معطيات دائرة الإحصاء المركزية في ديسمبر 2008 يبلغ عدد سكان القرية حوالي 8,700 نسمة وبحسب التقديرات فإن 57% من السكان مسيحيون (المسيحيون في قرية كفرياسيف ينتمون لعدة مذاهب ومنها، الروم الاورثودكس، الكاثوليك، البروتستانت، الانجليكان، المعمدانيين،
وكل طائفة تملك كنيسة لها تصلي بها). 40% مسلمون والباقي دروز (الدروز في كفرياسيف أقلية، ولكن من المهم ذكره أن أحد أهم المعالم الدرزية في البلاد موجود في كفرياسيف وهو مقام الخضر). وفي عام 2021، بلغ عدد السكان 10,232 نسمة من بينهم 5,161 ذكر و5,163 أنثى.  من مُجمل السكان هنالك 99.8% عرب، 44.8% مسلمون، 52.6% مسيحيون، و2.6% دروز. 

## تاريخ
كفرياسيف قرية عربية معروفة في الجليل الغربي، تقع على تلة ارتفاعها 75 مترا عن سطح البحر، أطلق عليها لقب “عاصمة الجليل” في عهد الانتداب البريطاني (أسوة بالمدن: صفد وطبريا والناصرة)، تبعد اثني عشر كيلومترا إلى الشمال الشرقي من مدينة عكا الساحلية ويعيش فيها الآن زهاء الثمانية آلاف نسمة من المسيحيين والمسلمين وأقلية صغيرة درزية. تعتبر كفرياسيف قرية متطورة تجاريا حيث انها موقع تجاري هام لاهالي قرى يركا، أبوسنان وجولس المجاورة. تبلغ مِساحتها الإجمالية حوالي سبعة آلاف دونم مربّع، فيها خمس كنائس ومسجدان ومقام للدروز باسم “مقام النبي الخضر” (هو إلياهو النبي في اليهودية والقدّيس جرجس/جريس/مار إلياس في المسيحية)، وقد سكنها بعض اليهود في الحيّ الجنوبي حتى منتصف القرن التاسع عشر، وعلى وجه التحديد، عام 1841 ويقال إن هناك كنيسا، أما وجود مقبرة يهودية على مساحة ستة دونمات فأمر ماثل للعيان وعلى شواهد قبورها نقوش بالعبرية والعربية. جثامين أثرياء عكا اليهود كانت تُنقل إلى كفرياسيف للدفن في تلك المقبرة لأن عكا كانت خارج حدود الشريعة اليهودية. ويبدو أن مواكب الجنازة هذه كانت تجري في فترات زمنية متباعدة وهذا يفسّر القول المأثور والخاص بكفرياسيف على ما يبدو “شو كنّو ميّت يهودي” وذلك عند لقاء اثنين بعد غياب طويل. ويعتقد أن ديرا بيزنطيا كان قائما في موقع الديدبة شرقي البلدة أما الدير الغربي المعروف اليوم بالدار الغربية فيعود تاريخه إلى عهد الصليبيين. ذكر بعض الفرنجة في القرون الوسطى كفرياسيف تحت أسماء مثل Capher Sin, Cafresi.
يُستفاد مما كتبه فيكتور جورن، الذي زار البلدة في نهاية القرن التاسع عشر، إن عدد سكانها آنذاك قد بلغ ستمائة نسمة من ضمنهم أقل من مائة من المسلمين والباقون انتموا لطائفة الروم الأرثوذكس. ولهؤلاء العرب المسيحيين كنيسة يعود تاريخ بنائها إلى أواسط القرن الثامن عشر وهناك من يدّعي أنها شيّدت عام 1600! ولكن في موقع آخر. في شهر شباط من العام 1939 حرق الجيش البريطاني نصف القرية تقريبا ردا انتقاميا على عملية هجوم ضد جنود بريطانيين، وبعد أن تبيّن أن المهاجمين لم يكونوا من الكفارسة قام الجيش بتعويض الأهالي تمثّل ببناء بعض الأبنية ومنها المدرسة الابتدائية التي ما زالت قائمة حتى اليوم. يشير أهل البلدة وبافتخار إلى الحقيقة أن
أقدم مجلس محلي في فلسطين كان قد أقيم في كفرياسيف في الحادي عشر من تشرين الثاني عام 1925 وترأسه حنا بولس ينّي قسطندي يني اليوناني الأصل حتى العام 1962.
ومن الأمور الجديرة بالذكر في هذه الفذلكة يمكن التنويه بسوق يوم الخميس الشهيرة، التي يعود تاريخها إلى الثلاثينيات من القرن الماضي. وكانت في القرية عين ماء معروفة باسم “العين” وران للدواب حتى العام 1959. رُبطت البلدة بشبكة المياه عام 1961 وبالكهرباء عام 1969 وأقيمت شبكة المجاري عام 1986. في العام 1883 أُسِّست المدرسة الابتدائية الأولى في البلدة بمبادرة من الإرسالية الروسية الأرثوذكسية (المسكوبية، نسبة لاسم موسكو بالروسية) وفي تلك الفترة أقيمت مدارس مماثلة في المجيدل والرامة والشجرة. ويذكر أنه ابتداء من منتصف القرن التاسع عشر فصاعدا شهدت فلسطين تنافسا شديدا بين دول كبيرة كروسيا وفرنسا وإنجلترا وألمانيا على ضمّ مسيحيي الديار المقدسة لكنائسها وذلك عبر إنشاء المدارس والمستشفيات وتقديم الخدمات الصحية والاجتماعية (يُنظر في أطروحة الطبيب الدكتور Norbert Schwake، تطور جوهر المستشفيات في مدينة القدس من بداية القرن التاسع عشر وحتى بداية القرن العشرين، ج. 1 + 2، 1983، بالألمانية)؛ من المعروف أن رواد التاريخ الطبي في فلسطين هم الإنجليز، وينظر أيضا في كتاب حنا أبو حنا، طلائع النهضة في فلسطين “خريجو المدارس الروسية 1862-1914، بيروت 2005. أما المدرسة الثانوية التي تحمل الآن اسم ينّي ينّي فإنها الأقدم في الوسط العربي في البلاد ويعود تاريخ تأسيسها إلى العام 1949. ومكانة كفرياسيف المرموقة لا سيما ثقافيا معروفة منذ بدايات القرن الماضي. «كفرياسيف قرية راقية جدا اقتصاديا واجتماعيا، تعنى بزراعة الزيتون وفيها 12 معصرة متقنة، ويكثر عدد المتعلمين فيها ويكاد النشء الحديث أن يكون كله في المدارس. وإذا حكمنا عليها بنسبة عدد سكانها البالغ نحو ألف ألفيناها في مقدمة المدن أو القرى الإسرائيلية من حيث الاهتمام بتهذيب أبنائها في المدارس العالية في الخارج» (خليل طوطح وحبيب أيوب خوري، جغرافية فلسطين. بيت المقدس 1923، ص. 67، يذكر مثلا أن عدد سكان القرية عام 1945 وصل 1400 نسمة، 40 درزيا، 350 مسلما، 1010 مسيحيين).
كثرت الاراء وتعددت بالنسبة لتاريخ بلدة كفرياسيف كما اختلفت الآراء على اسمائها فمن قائل انها فينيقيه أو كنعانية ومن قائل انها يهودية ومن قائل غير هذا وذاك.
من الأرجح أن نقول ان كفرياسيف بلدة قديمة جدا ربما عاد تاربخ تأسيسها إلى الكنعانيين أو الفينيقيين ألى سنة 3000 ق.م. كغيرها من البلدات التي أسست في تلك الفترة كما يذكر ذلك فيليب حتي في كتابه (تاريخ سوريا) مثل أريحا-مجدو-عكا وصور. وهناك رأي يقول أنها بنيت على أنقاض مستوطنة رومانية بيزنطية. ومن ألمعروف ان كفرياسيف لعبت دورا هاما في ألتاريخ حيث أن وقوعها على ألطريق ألتجارية الرئيسية ألهامة التي كانت تربط بين شمال فلسطين (عكا) وسوريا ولبنان (صيدا) أعطاها مركزا هاما واستراتيجيا. كانت ألطريق تمر في أبو سنان (التي لم تكن موجودة عندها) ثم كفرياسيف فا لمكر فعكا وتحولت كفرياسيف ألى محطة تجاريه هامه ورئيسية على هده ألطريق ونشأ فيها مركز تجاري ضخم جدا يظن أنه من وادي الجزازة أي ألمدخل ألجنوبي للقرية وحتى ساحة ألعين وكانت الحوانيت مقامة على جانبي ألسوق ألتجارية أو المركز ألتجاري ويقال أن آثار المحال والمخازن مدفونه تحت ألأرض أليوم.

## الثقافة
تمتاز قرية كفرياسيف بكونها مركز ثقافي أدبي وفني حيث تعتبر من أكثر البلدان العربية ثقافة وباحتضانها لأقدم المدارس في الشمال فقد خرّجت العديد من الشعراء والفنانين والمبدعين مثل شاعر الوطن وحبيب فلسطين الشاعر محمود درويش (تخرج من مدرسة يني الثانوية)، والشاعر سميح القاسم الذي هو أيضا خرج من نفس المدرسة، غيرهم من العديد من أبناء القرية الفنانين المشهورين مثل الفنانة أمل مرقص، نبيل عوض، لبنى سلامة وسليم مخولي الخ...

##### التعليم
بحسب إحصائيات عام 2021، هنالك 5 مدارس في كفرياسيف وتحتوي جميع هذه المدراس على 2,479 طالبًا وطالبة يتوزعون على 93 صف ما بين المرحلة الإبتدائية والثانوية. بالإضافة إلى ان نسبة المؤهلين لشهادة الثانوية العامة (شهادة بجروت) هي 72.9%. 